# 1998年至1999年NBA赛季
1998-99赛季是NBA第53个赛季。由于开赛前劳资谈判失败導致長達204天的封館，直到1999年2月5日才正式开始，成為NBA歷史上沒有橫跨兩個年份的球季。同时劳资双方达成了一份新的六年协议，NBA官方把常规赛压缩成50场在两个半月内进行。最后的总决赛由圣安东尼奥马刺4-1击败了「黑八奇迹」的纽约尼克斯，隊史上首度獲得总冠军奖杯。

## 值得关注的事情
- NBA官方和球员工会达成了一份新的六年协议。
- 本赛季NBA全明星赛停办。
- 由于赛程缩短，一些球队甚至在本赛季没有相遇。
- 纽约尼克斯是到现在为止唯二打进NBA总决赛的八号种子。（第二支球隊為2023的邁阿密熱火）
- 总决赛第二场，圣安东尼奥马刺队主场迎来了39554名观众，是NBA历史最高入场记录。
- 圣安东尼奥马刺成为第一支夺得NBA总冠军的前ABA球队。
- 4月10號芝加哥公牛以49-82慘敗邁阿密熱火，創下了24秒進攻制實行以來最低的得分。
- 本赛季只有沙加緬度國王隊平均得分超过100。

## 成绩

### 东部联盟
| 球队            | 胜 | 负 | 胜率 | 落后场次 |
| --------------- | -- | -- | ---- | -------- |
| 迈阿密热火（1） | 33 | 17 | .660 | -        |
| 奥兰多魔术（3） | 33 | 17 | .660 | -        |
| 费城76人（6）   | 28 | 22 | .560 | 5        |
| 纽约尼克斯（8） | 27 | 23 | .540 | 6        |
| 波士顿凯尔特人  | 19 | 31 | .380 | 14       |
| 華盛頓巫師      | 18 | 32 | .360 | 15       |
| 新泽西网        | 16 | 34 | .320 | 17       |

| 球队                | 胜 | 负 | 胜率 | 落后场次 |
| ------------------- | -- | -- | ---- | -------- |
| 印第安那步行者（2） | 33 | 17 | .660 | -        |
| 亚特兰大鹰（4）     | 31 | 19 | .620 | 2        |
| 底特律活塞（5）     | 29 | 21 | .580 | 4        |
| 密尔沃基雄鹿（7）   | 28 | 22 | .560 | 5        |
| 夏洛特黄蜂          | 26 | 24 | .520 | 7        |
| 多伦多猛龙          | 23 | 27 | .460 | 10       |
| 克里夫兰骑士        | 22 | 28 | .440 | 11       |
| 芝加哥公牛          | 13 | 37 | .260 | 20       |

### 西部联盟
| 球队                | 胜 | 负 | 胜率 | 落后场次 |
| ------------------- | -- | -- | ---- | -------- |
| 圣安东尼奥马刺（1） | 37 | 13 | .740 | -        |
| 犹他爵士（3）       | 37 | 13 | .740 | -        |
| 休斯顿火箭（5）     | 31 | 19 | .620 | 6        |
| 明尼苏达森林狼（8） | 25 | 25 | .500 | 12       |
| 達拉斯獨行俠        | 19 | 31 | .380 | 18       |
| 丹佛掘金            | 14 | 36 | .280 | 23       |
| 温哥华灰熊          | 8  | 42 | .160 | 29       |

| 球队                | 胜 | 负 | 胜率 | 落后场次 |
| ------------------- | -- | -- | ---- | -------- |
| 波特兰开拓者（2）   | 35 | 15 | .700 | -        |
| 洛杉矶湖人（4）     | 31 | 19 | .620 | 4        |
| 萨克拉门托国王（6） | 27 | 23 | .540 | 8        |
| 菲尼克斯太阳（7）   | 27 | 23 | .540 | 8        |
| 西雅图超音速        | 25 | 25 | .500 | 10       |
| 金州勇士            | 21 | 29 | .420 | 14       |
| 洛杉矶快船          | 9  | 41 | .180 | 24       |

|  | 赛区冠军 |

|  | 进入季后赛 |

(1)-（8）种子排名

## 个人数据统计
| -            | 球员          | 球队           | -     |
| 平均每场得分 | 阿伦·艾佛森   | 费城76人       | 26.8  |
| 平均每场篮板 | 克里斯·韦伯   | 萨克拉门托国王 | 13.0  |
| 平均每场助攻 | 贾森·基德     | 菲尼克斯太阳   | 10.8  |
| 平均每场抢断 | 肯达尔·吉尔   | 新泽西网       | 2.7   |
| 平均每场盖帽 | 阿朗佐·莫宁   | 迈阿密热火     | 3.9   |
| 投篮命中率   | 沙奎尔·奥尼尔 | 洛杉矶湖人     | 57.6% |
| 罚篮命中率   | 雷杰·米勒     | 印第安那步行者 | 91.5% |
| 三分命中率   | 戴尔·库里     | 密尔沃基雄鹿   | 47.6% |

## NBA奖项
- 最有价值球员：卡尔·马龙（犹他爵士）
- 最佳新秀：文斯·卡特（多伦多猛龙）
- 最佳防守球员：阿朗佐·莫宁（迈阿密热火）
- 最佳第六人：达瑞尔·阿姆斯特朗（奥兰多魔术）
- 进步最快球员：达瑞尔·阿姆斯特朗（奥兰多魔术）
- 最佳教练：迈克·邓利维（波特兰开拓者）

NBA最佳第一阵容：
- 前锋-蒂姆·邓肯（圣安东尼奥马刺）
- 前锋-卡尔·马龙（犹他爵士）
- 中锋-阿朗佐·莫宁（迈阿密热火）
- 后卫-阿伦·艾佛森（费城76人）
- 后卫-贾森·基德（菲尼克斯太阳）

NBA最佳第二阵容：
- 前锋-克里斯·韦伯（萨克拉门托国王）
- 前锋-格兰特·希尔（底特律活塞）
- 中锋-沙奎尔·奥尼尔（洛杉矶湖人）
- 后卫-加里·佩顿（西雅图超音速）
- 后卫-蒂姆·哈达威（迈阿密热火）

NBA最佳第三阵容：
- 前锋-凯文·加内特（明尼苏达森林狼）
- 前锋-安东尼奥·麦克戴斯（丹佛掘金）
- 中锋-哈基姆·奥拉朱旺（休斯顿火箭）
- 后卫-科比·布莱恩特（洛杉矶湖人）
- 后卫-约翰·斯托克顿（犹他爵士）

NBA最佳防守第一阵容：
- 蒂姆·邓肯（圣安东尼奥马刺）
- 卡尔·马龙（犹他爵士）
- 斯科特·皮蓬（休斯顿火箭）
- 阿朗佐·莫宁（迈阿密热火）
- 加里·佩顿（西雅图超音速）
- 贾森·基德（菲尼克斯太阳）

NBA最佳防守第二阵容：
- P·J·布朗（迈阿密热火）
- 西奥·特拉里夫（费城76人）
- 迪肯贝·穆托姆博（亚特兰大鹰）
- 埃迪·琼斯（洛杉矶湖人／夏洛特黄蜂）
- 穆奇·布雷洛克（亚特兰大鹰）

NBA最佳新秀阵容：
- 文斯·卡特（多伦多猛龙）
- 保罗·皮尔斯（波士顿凯尔特人）
- 贾森·威廉姆斯（萨克拉门托国王）
- 迈克·毕比（温哥华灰熊）
- 迈特·哈普林（奥兰多魔术）

NBA最佳新秀第二阵容：
- 安托万·贾米森（金州勇士）
- 迈克尔·多利亚克（奥兰多魔术）
- 迈克尔·奥洛沃坎迪（洛杉矶快船）
- 迈克尔·迪克森（休斯顿火箭）
- 卡蒂诺·莫布里（休斯顿火箭）